# Чумикан (река)
Чумикан — река в Аяно-Майском районе Хабаровского края, Россия, левый приток Маймакана. Длина реки — 134 км (от истока Чумикачана — 195 км), площадь водосборного бассейна — 3390 км².
Образуется слиянием рек Чумикандя и Чумикачан на высоте 457 м над уровня моря к востоку от среднего течения реки Учур. Течёт преимущественно на север по холмистой местности с преобладанием лиственницы. В низовьях, после впадения Тыгыматы, поворачивает на восток. Берега участками заболочены. Впадает в Маймакан по левому берегу на высоте менее 326 м над уровнем моря в 85 км от устья Маймакана, выше впадения Одолы, всего в 30 км к юго-востоку от горного массива Кондёр. В нижнем течении ширина русла составляет 38-40 м при глубине 1,2 м, скорость течения — 1,2 м/с.

## Основные притоки
Указаны поименованные притоки длиной 20 км и более
| Название      | Расстояние от устья | Длина | Положение |
| ------------- | ------------------- | ----- | --------- |
| Берая         | 27                  | 26    | левый     |
| Тыгыматы      | 32                  | 36    | левый     |
| Сыбах         | 111                 | 28    | правый    |
| Угаян         | 124                 | 20    | левый     |
| Верхняя Угаян | 132                 | 20    | левый     |
| Чумикандя     | 134                 | 60    | правый    |
| Чумикачан     | 134                 | 61    | левый     |

## Данные водного реестра
По данным государственного водного реестра России относится к Ленскому бассейновому округу, речной бассейн реки — Лена, речной подбассейн реки — Алдан, водохозяйственный участок реки — Мая от истока до водомерного поста села Аим.
Код объекта в государственном водном реестре — 18030600512117300028530.